# Hotel Dusk: Room 215
Hotel Dusk: Room 215 est un jeu sur Nintendo DS sorti en France le 13 avril 2007. Il s'agit d'un jeu d'aventure en Pointer-et-cliquer développé par Cing et édité par Nintendo. le jeu a eu une suite avec une nouvelle histoire Last Window : Le Secret de Cape West.

## Trame

### Synopsis
Trois ans plus tôt, alors que son équipier Bradley espionne l'association de commerce illégal de tableaux Nile, Kyle Hyde, enquêteur, apprend que son ami a disparu et tente, pour des raisons inconnues, de s'enfuir. Kyle le poursuit en voiture à travers la ville et tous deux se retrouvent sur le port. Kyle crie au loin à son ami « Bradley ! Pourquoi ? », mais ce dernier, ne disant mot, se contente de courir, obligeant Kyle à l'abattre. Son corps tombe dans l'eau, mais n'est jamais retrouvé.
Trois ans plus tard, Kyle, qui a quitté la police et travaille maintenant pour la vente de produits ménagers Red Crow, cherche depuis trois ans Bradley qu'il croit en vie afin de savoir pourquoi il l'a trahi. Son patron Ed Vincent se charge en fait également de retrouver des objets perdus. Il charge Kyle d'aller à l'hôtel Dusk sur demande d'un client afin de retrouver certains objets. Sur la route, il aperçoit une jeune fille aux cheveux blancs. Kyle ne va pas tarder à découvrir que tous les clients de l'hôtel sont tous liés par le destin, et à Bradley.

### Personnages
- Kyle Hyde : Ancien inspecteur de police reconverti dans la vente de produits ménagers dans la société Red Crown, il cherche en secret son ancien camarade Bradley depuis plusieurs années. Il a gardé sa mentalité d'inspecteur, cherchant toujours la vérité.

- Brian Bradley : Ancien ami et partenaire de Kyle, il a trahi la police alors qu'il infiltrait l'organisation criminelle Nile et Kyle fut forcé de lui tirer dessus sur les quais. Cependant son corps ne fut jamais retrouvé, et Kyle, qui le croit toujours en vie, le cherche afin de savoir pourquoi il l'a trahi.

- Louis DeNonno : Garçon d'étage de l'hôtel Dusk, c'est en fait un ancien voleur que Kyle a arrêté à plusieurs reprises quand il était dans la police.

- Dunning Smith : Patron de l'hôtel Dusk, il est plutôt désagréable et malpoli. De nature suspicieuse, il cherche à éviter les ennuis et tient à garder la police loin de son hôtel.

- Mila Evans : Étrange jeune fille muette que Kyle avait aperçu sur le bord de la route en voyageant vers l'hôtel. Elle a été prise en auto-stop par Jeff, un autre client, qui en voyant qu'elle avait à la main la brochure de l'hôtel a compris qu'elle s'y rendait et a décidé de l'y emmener. Elle semble amnésique et pense que l'hôtel est la réponse à toutes ses questions. Mais quel est le lien entre elle et l'établissement?

- Rosa Fox : La bonne de l'hôtel. Elle passe son temps à faire le ménage et à critiquer le laisser-aller de Louis. Elle prend soin de Mila quand celle-ci arrive à l'hôtel. Elle est mariée à un marin et a un fils qui vit loin d'elle, à Manhattan. Elle fait la collection des autographes de personnes célèbres.

- Kevin Woodward : Ancien chirurgien à l'hôpital, il est venu avec sa fille à l'hôtel. Il lui semble qu'il a déjà entendu le nom de Kyle et ne se rappelle plus où. Assez sévère avec sa fille, il est très méfiant envers les inconnus. Mais que vient-il faire dans cet hôtel avec sa fille?

- Melissa Woodward : C'est la fille de Kevin. Elle est assez capricieuse et joue souvent au même puzzle, qu'elle a d'ailleurs beaucoup de mal à finir. Sa mère semble l'avoir abandonné. Mais quel est le rapport avec sa présence dans l'hôtel?

- Iris : Femme mannequin qui se trouve manifestement très belle. Habituée à être aimée, elle n'est pas habituée à ce que les gens la détestent. Elle aime admirer le ciel.

- Jeff Angel : Jeune homme qui a amené Mila en arrivant à l'hôtel. Il a un comportement très suspect et, se plaignant de tout, semble être habitué à un luxe bien supérieur à celui de l'hôtel. Il est désagréable envers toute personne semblant s'intéresser à sa vie personnelle et les raisons de sa venue dans l'hôtel.

- Helen Parker : C'est une vieille dame borgne portant un bandeau sur l'œil. Malgré son âge, elle semble beaucoup apprécier l'alcool et, se sentant très seule, remercie Kyle quand il discute avec elle. Elle semble renfermer un très beau souvenir en lien avec cet hôtel qui justifie sa venue, mais lequel?

- Martin Summer : Écrivain d'un seul succès: Le Mot secret, son premier livre, qui fut un best-seller. Tous les livres qu'il écrivit par la suite furent un gros échec commercial. Un carton qui lui a été envoyé contenait le manuscrit du Mot Secret. Mais comment se fait-il qu'il ait reçu un colis dans un hôtel dans lequel il est censé s'être arrêté par pur hasard ?

- Ed Vincent : patron de Kyle et de Red Crown, ancienne connaissance de son père qui a de nombreux contacts dans des domaines divers et variés. Le joueur ne voit jamais l'ensemble de son visage (la caméra n'allant jamais plus haut que le nez).

- Rachel : secrétaire d'Ed et amie de Kyle. Elle a tendance à être sur la défensive quand elle lui parle, et aimerait en savoir plus sur lui.

## Système de jeu
Hotel Dusk a pour particularité de se jouer uniquement avec la DS inclinée à 90°, comme un livre. Il permet également à tout moment d'écrire sur un carnet n'importe quelles notes utiles, comme dans The Legend of Zelda: Phantom Hourglass.
Lors des phases d'exploration et de déplacement, l'écran tactile affiche un plan de la zone et le joueur peut déplacer Kyle en pointant l'endroit où il désire se rendre à l'aide du stylet ou en utilisant la croix directionnelle.  Il y a plusieurs icônes en bas de l'écran tactile: une icône porte permettant d'interagir avec cet objet s'il y en a une à proximité, une icône discussion permettant d'entrer en contact avec un autre personnage s'il est proche, une icône loupe permettant d'examiner en 3D les lieux proches et de pouvoir les examiner en les pointant au stylet et une icône carnet permettant d'ouvrir ce dernier et de voir ainsi les différentes options (sauvegarder, résumé de l'histoire, présentation des personnages, plan de l'hôtel...). Le joueur peut être accompagné d'un second personnage. Ce dernier n'apparaît pas mais est symbolisé par un autre point se déplaçant en même temps que le personnage sur la carte.
L'autre écran affiche les décors en 3D et les personnages en 2D.
Lors d'une discussion, l'écran non tactile affiche généralement Kyle et l'autre la personne avec qui il discute. Chaque personnage dispose de plusieurs animations possibles pour manifester leur émotions. Si les dires d'une personne font réagir Kyle, une question passe horizontalement au-dessus de sa tête et se transforme en petit rectangle. Cette question pourra être demandée plus tard, lors de phases durant lesquelles le joueur peut poser des questions, présenter des objets à l'autre personnage, voir la retranscription des dires précédents ou noter sur son carnet. Quand Kyle réfléchit, le joueur voit ses pensées écrites en bleu.
Le jeu est également jalonné de mini-jeux, parfois simples (comme toucher une sonnette pour l'utiliser) ou nécessitant parfois des réflexions. Par ailleurs, le terrain de jeu est relativement petit: le joueur ne peut en aucun cas sortir de l'hôtel.
Le joueur doit découvrir les secrets des clients de l'hôtel: pour cela, il mène des "interrogatoires", questionnant et formulant des hypothèses. Si ces dernières (choisies par le joueur) vexent, effraient ou mettent en colère l'autre personnage, il refusera d'en dire plus et la partie se terminera, Kyle sachant qu'il ne trouvera jamais la vérité. Si Kyle se fait expulser de l'hôtel (pour des raisons diverses) ce sera également Game Over.

## Graphismes
Le jeu affiche lors des discussions des personnages intégralement en noir et blanc. Lors des phases d'exploration les personnages sont affichés en couleur. Lors de la première rencontre avec un personnage ce dernier est brièvement affiché en couleur, et un gros plan est fait sur son visage tandis que son nom s'affiche.
Lors des phases d'interrogatoire si les dires de Kyle choisis par le joueur gênent le personnage, une aura rouge parcourra brièvement son corps, montrant qu'il n'apprécie pas la question. Si cela l'énerve trop, il refuse d'en dire plus.

## Accueil
- Adventure Gamers : 3,5/5[1]
- Edge : 6/10[2]
- Electronic Gaming Monthly : 8,67/10[3]
- Eurogamer : 7/10[4]
- Famitsu : 33/40[5]
- Game Informer : 7/10[6]
- Gamekult : 7/10[7]
- GamePro : 3,75/5[8]
- Game Revolution : B−[9]
- Gameblog : 8/10[10]
- GameSpot : 8,2/10[11]
- GameSpy : 4/5[12]
- GameZone : 8,9/10[13]
- IGN : 7,9/10[14]
- Jeuxvideo.com : 15/20[15]
- Nintendo Power : 8/10[16]